# Миссия Святой Марии (Монтана)
Миссия Святой Марии (англ. St. Mary's Mission, фр. Mission Sainte-Marie de Bitter-Root) — иезуитская миссия, расположенная на территории современного города Стивенсвилл, Монтана, США. Была основана в 1841 году иезуитским священником и миссионером Пьером-Жаном Де Сметом. Миссия стала первым постоянным поселением европейцев на территории будущего штата и Северо-Запада США, из-за чего её зовут «колыбелью Монтаны». В 1970 году здание миссии было включено в Национальный реестр исторических мест США.

## История

### Предпосылки и основание

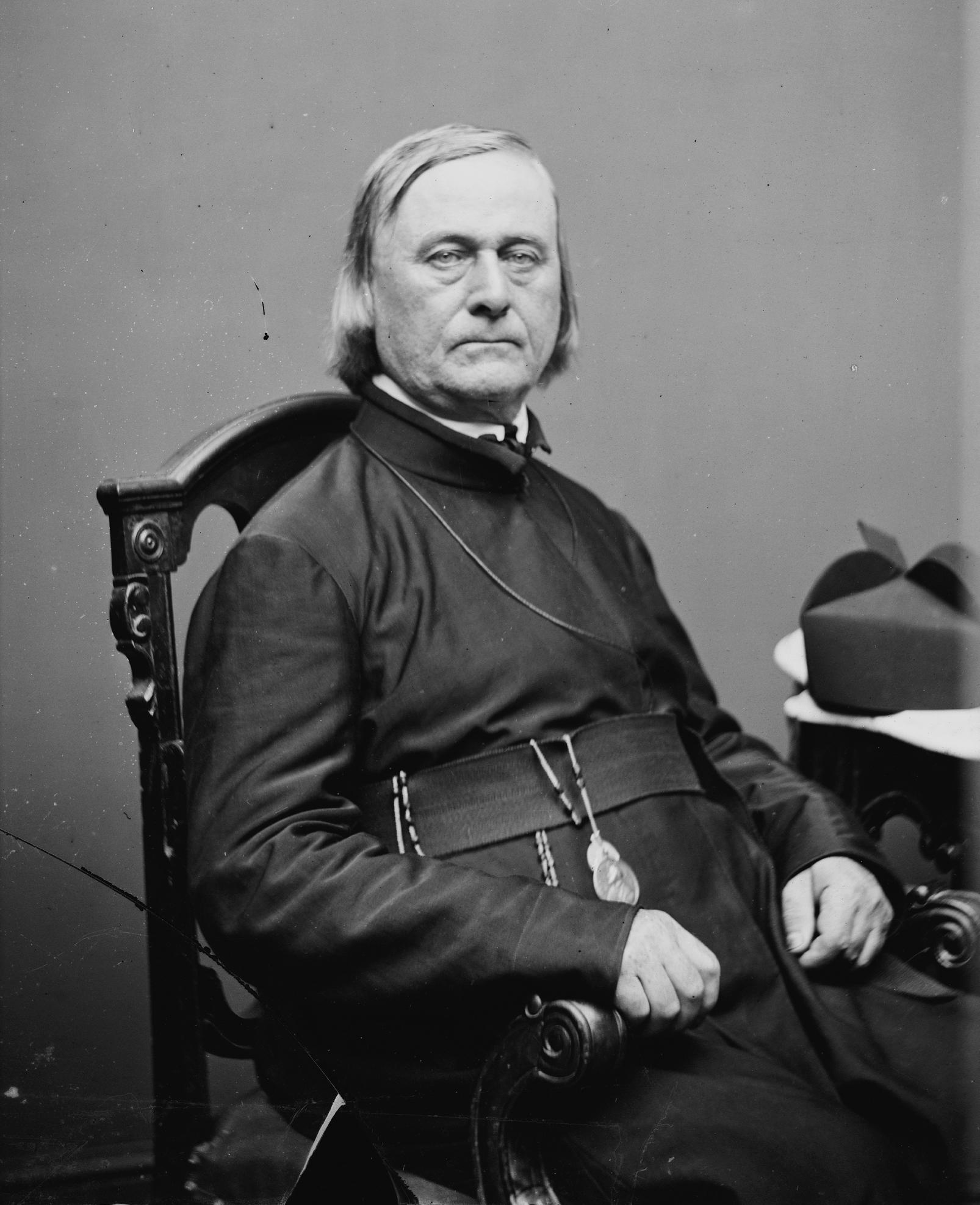
Пьер-Жан Де Смет

К началу XIX века долина реки Биттеррут была заселена индейскими племенами флатхедов и не-персе. Они познакомились с христианством благодаря контактам сначала с экспедицией Льюиса и Кларка, а затем с ирокезскими трапперами. Около 1816 года группа ирокезов, возглавляемая Игнасом Ла Муссом, воспитанном иезуитами в Квебеке поселилась на землях флатхедов и рассказала о «целительной силе» католической веры и так называемых «чёрных мантиях» (англ. Black Robes), то есть иезуитах. 
В 1831, 1835 и 1837 годах флатхедами были предприняты безуспешные попытки добиться поселения европейцев на их землях. Первым двум экспедициям удалось добраться до Сент-Луиса, расположенного в 1600 милях (более 2500 км) от долины Биттеррут, однако их просьбы не были удовлетворены, а члены третьей экспедиции, которую для большей успешности переговоров возглавил сам Игнас Ла Мусс, свободно говоривший на французском и английском языках, были убиты на пути в Сент-Луис враждебными племенами сиу. Лишь четвёртой экспедиции, вышедшей в 1839 году под руководством ирокезов Пьера Гоше и Игнаса Младшего, удалось достичь успеха — спустившись на каное по рекам Йеллоустон и Миссури, они остановились в миссии Святого Иосифа в районе современного города Каунсил-Блафс, Айова, где повстречались с группой иезуитов, возглавляемых Пьером-Жаном Де Сметом, известным миссионером и первопроходцем. Эта встреча уверила Де Смета в необходимости создания миссии у реки Биттеррут, поэтому далее они вместе направились в Сент-Луис, где было получено согласие епископа Жозефа Розати на создание миссии.   
В 1840 году Де Смет посетил земли флатхедов и познакомившись с их верованиями обнаружил поразительное сходство многих элементов и ценностей с христианскими. Пообeщав вернуться в скором времени, он отбыл обратно в Сент-Луис, где столкнулся с отсутствием финансовых возможностей для основания новой миссии. Де Смет приступил к организации сбора пожертвований, для чего ему потребовалось отправиться в Новый Орлеан и Филадельфию. Необходимые ресурсы были собраны лишь на следующий год и 10 мая 1841 года Де Смет с группой иезуитов отправились в долину Биттеррут, куда они прибыли 24 сентября. Сразу после прибытия было выбрано и отмечено деревянным крестом место для закладки церкви. После постройки церкви поселение европейцев начало разрастаться по восточному берегу Биттеррута. К 1846 году помимо религиозной деятельности, иезуиты миссии занимались врачеванием, фермерством и скотоводством. С этого же периода миссии стали угрожать рейды черноногих, что в 1850 году привело к её закрытию — миссия была разграблена и сожжена. Через четыре года иезуиты основали несколько севернее, в 26 милях (42 км) к югу от озера Флатхед, новую миссию Святого Игнатия (ныне — город Сент-Игнейшес). 

### Восстановление миссии

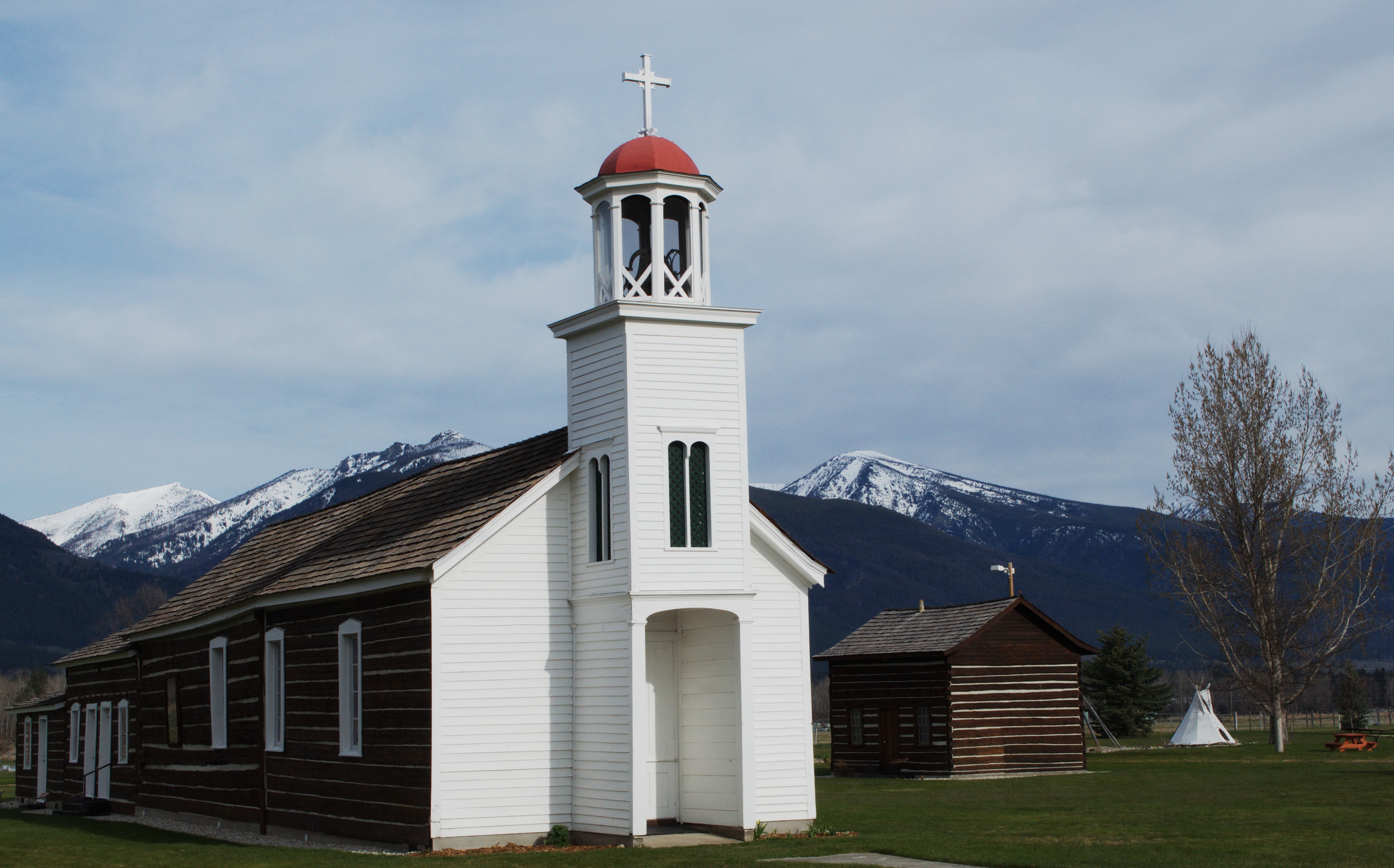
Церковь 1866 года

Возвращение иезуитов в долину реки Биттеррут произошло лишь в 1866 году и 28 октября была освящена нынешняя церковь Святой Марии, построенная неподалёку от первой миссии. Управлением миссией занимались отец Равалли и брат Классенс, иезуиты, бывшие членами первой миссии 1841 года. При них была возобновлена медицинская деятельность, включая эксперименты по созданию лекарств на основе местных ингредиентов, обустроен аптекарский сад, посажены яблони. В 1879 году церковь была расширена, что позволило посещать службы одновременно как европейцам, так и индейцам. Благодаря дипломатии иезуитов флатхедам, проживавшим рядом с миссией удавалось избегать принудительного переселения в резервацию в долине Джоко вплоть до 1891 года. В последующие годы миссия Святой Марии начала приходить в запустение, поддерживаясь лишь иезуитами из миссии Святого Игнатия. В 1908 году епископ Джон Кэрролл основал приход в Гамильтоне и передал миссию Святой Марии под его юрисдикцию.
В 1921 году в связи с ростом католического населения города Стивенсвилла, образовавшегося на месте поселения вокруг миссии, она была выведена из-под управления Гамильтонского прихода и получила собственный статус. Церковь была восстановлена для проведения богослужений, а 19 августа 1926 года были установлены памятные бронзовые таблички, посвящённые Де Смету и Равалли. В 1941 году Стивенсвилл посетило более 8 тысяч человек, включая тридцать американских епископов и ватиканского архиепископа Амлето Чиконьяни для празднования столетия католицизма на Северо-Западе США.

### Современный статус
В 1953 году с целью сохранения старого здания миссии началось строительство новой церкви неподалёку. Строительство велось на пожертвования религиозных организаций, таких как Рыцари Колумба, Общество распространения католической церкви, епархий Хелены, Грейт-Фолса и частных компаний (Northern Pacific Railway, Anaconda). В 1970 году историческая миссия и прилегающие строения были включены в Национальный реестр исторических мест США. В 1970—80-х годах была проведена обширная реставрация здания миссии, а в 1996 году был открыт музей.